# Atentado de Adís Abeba de 2018
El atentado de Adís Abeba fue la explosión de una granada de mano durante un mitin el 23 de junio de 2018 del primer ministro etíope Abiy Ahmed en esa ciudad. Como resultado de la detonación, 2 personas murieron y más de 160 resultaron heridas.

## Ataque
El sábado 23 de junio de 2018, se llevó a cabo un mitin por parte del primer ministro de Etiopía, Abiy Ahmed,  en la capital etíope de Adís Abeba. Durante el mitin, una granada de mano fue detonada en medio de los miles de personas que se encontraban reunidas. Rápidamente, las personas fueron evacuadas así cimo el primer ministro que salió escoltado.
La explosión provocó la muerte de 2 personas y dejó a 164 heridos.

## Reacciones

### De Etiopía
El primer ministro etíope condenó el atentado. También, mandó sus condolencias a las familias de las víctimas. Además, dijo que era "un ataque bien orquestado y fallido" realizado por "fuerzas que no quieren ver a una Etiopía unida".

### Internacionales
- España: España ha condenado "enérgicamente" el atentado ocurrido el pasado sábado en Addis Abeba y ha animado al Gobierno etíope que "no ceje" en su empeño reformista por acciones que "solo buscan desestabilizar la convivencia y truncar las ansias de cambio de la sociedad".[2]
- Francia: El portavoz del ministerio galo de Asuntos Exteriores expresó 'las condolencias a las familias de las víctimas y la solidaridad al gobierno y el pueblo etíopes'. Asimismo, París saludó la voluntad reformadora del primer ministro, Abiy Ahmed, así como sus llamados a la unidad nacional y a la reconciliación de todos los etíopes.[3]
- Rusia: "Moscú condena decisivamente este crimen sangriento que provocó víctimas civiles; expresamos profundas condolencias a los parientes y amigos de los fallecidos, deseamos una pronta recuperación a los heridos", dice el comunicado del Ministerio de Asuntos Exteriores ruso.[4]
- Angola: El presidente de Angola, João Lourenço, condenó el atentado y alertó "el hecho de poner en peligro la democracia, en un país que acoge la sede de la Unión Africana".[5]
- Unión Africana: En un comunicado emitido, el presidente de la Comisión de la UA, Moussa Faki Mahamat, se declaró "en shock y consternado" por una acción que "no puede justificarse bajo ninguna circunstancia". Mahamat trasladó la "total solidaridad" de la UA al pueblo y el Gobierno de Etiopía, así como a las víctimas de este "acto criminal y cobarde". El jefe del Ejecutivo de la Unión Africana reiteró el "apoyo" de la organización panafricana a "los esfuerzos del primer ministro Abiy Ahmed y su Gobierno para impulsar la unidad, reconciliación, desarrollo y democracia en Etiopía".[6]
- Estados Unidos: El embajador estadounidense en Etiopía anunció que el FBI estaba dispuesto a ayudar al gobierno etíope en las tareas de investigación.[7]

## Investigaciones
Tras el ataque, 26 personas fueron denetidas. 9 de ellas sospechosas de lanzar la granada que estalló y las otras 17 por negligencia. Todos ya han comparecido ante un tribunal y se espera su sentencia o resolución.